# Осокіно (Омутнінський район)
Осо́кіно (рос. Осокино) — присілок у складі Омутнінського району Кіровської області, Росія. Входить до складу Омутнінського міського поселення.
Населення становить 218 осіб (2010, 235 у 2002).
Національний склад станом на 2002 рік — росіяни 96 %.